# Michael W. Callan

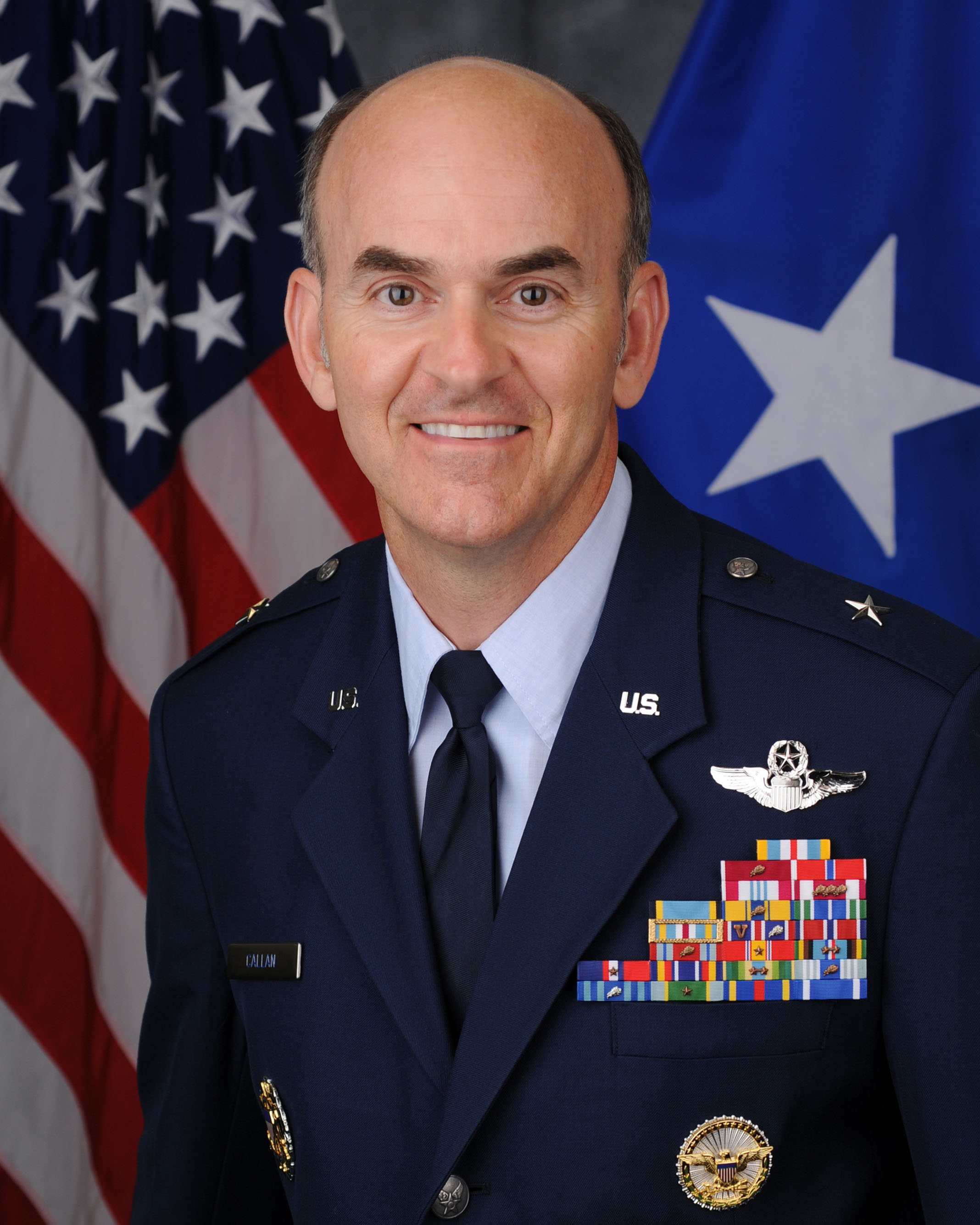
Michael W. Callan (2009)

 Michael W. Callan (* um 1959) ist ein pensionierter Brigadegeneral der United States Air Force. Er war unter anderem Kommandeur der 23. Luftflotte (Twenty Third Air Force).
Über das ROTC-Programm des Slippery Rock State Colleges in Pennsylvania gelangte er im Jahr 1981 in das Offizierskorps der United States Air Force. Dort durchlief er anschließend alle Offiziersränge vom Leutnant bis zum Brigadegeneral.
Im Lauf seiner militärischen Karriere absolvierte er verschiedene Kurse und Schulungen. Dazu gehörten unter anderem eine Ausbildung zum Kampfpiloten und weitere Fortbildungskurse als Pilot neuer Flugzeugtypen; die Squadron Officer School auf der Maxwell Air Force Base in Alabama; das Air Command and Staff College, ebenfalls auf der Maxwell AFB; das Armed Forces Staff College in Norfolk in Virginia; das Air War College über einen Fernkurs und das National War College in Fort Lesley J. McNair in Washington, D.C. Außerdem erhielt er einen akademischen Grad von der University of Maryland.
In seinen frühen Jahren als Offizier der Luftwaffe war er an verschiedenen Stützpunkten stationiert. Dabei war er als Pilot, Flugausbilder oder Stabsoffizier bei unterschiedlichen Einheiten tätig. Dazwischen absolvierte er die erwähnten Schulungen. Zwischen März 1983 und März 1987 war er in England auf der Flugbasis der Royal Air Force in Woodbridge in der Grafschaft Suffolk stationiert. Nach zwischenzeitlich anderen Verwendungen in den Vereinigten Staaten kehrte er im Mai 1996 nach England zurück. Auf der Royal Air Force Base Mildenhall gehörte er bis zum Juni 1998 dem Stab der 352. Schwadron (352nd Operational Support Squadron) an. Danach kommandierte er bis zum Juli 1999 auf dem gleichen Stützpunkt die 67. Schwadron (67th Special Operations Squadron).
Nach seinem anschließenden Studium am National War College wurde er zum erweiterten Stab des Verteidigungsministeriums versetzt, dem er zwischen Mai 2000 und Mai 2002 angehörte. Seine nächste Mission führte ihn auf die Kirtland Air Force Base in New Mexico, wo er zwischen Mai 2002 und August 2003 die 58th Operations Group kommandierte. Danach erhielt Michael Callan auf der Vance Air Force Base in Oklahoma den Oberbefehl über das 71. Ausbildungsgeschwader (71st Flying Training Wing) den er bis zum Februar 2005 innehatte. Es folgte eine Berufung zum Stab der Joint Chiefs of Staff. Zwischen Februar 2005 und April 2006 gehörte er dort als Assistant Deputy Director der Stabsabteilung für Spezialoperationen (Special Operations) (J3) an.
Seine nächste Station wurde das Hurlburt Field in Florida. Zwischen April 2006 und Januar 2008 kommandierte er dort die Air Force Special Operations Forces, die dem Air Force Special Operations Command unterstanden. Seit Januar 2007 leitete er zusätzlich die Stabsabteilung für Air, Space and Cyberspace dieses Commands. Danach verblieb er zunächst auf dem Hurlburt Field. Zwischen Januar und Juli 2008 kommandierte er die dort ansässige 23. Luftflotte, ehe er von Thomas J. Trask abgelöst wurde. Gleichzeitig war er nach wie vor Leiter der Stabsabteilung für Air, Space and Cyberspace des Air Force Special Operations Commands.
Callans letzter militärischer Auftrag führte ihn nach Deutschland zur Ramstein Air Base. In den Monaten August und September gehörte er als Vice Commander, Detachment 5 zum Stab der United States Air Forces in Europe. Danach wurde er stellvertretender Kommandeur der ebenfalls auf der Ramstein AB ansässigen 17. Luftflotte, die zu den U.S. Air Forces Africa gehörte, deren Hauptquartier sich auf dem gleichen Stützpunkt befand. Diese Aufgabe nahm er bis zu seiner Pensionierung im Jahr 2011 wahr.
Während seiner aktiven Zeit als Militärpilot absolvierte er über 4400 Flugstunden auf verschiedenen Flugzeugtypen.

## Daten der Beförderungen
| Abzeichen | Rang               | Jahr               |
| --------- | ------------------ | ------------------ |
|           | Second Lieutenant  | 23. Mai 1981       |
|           | First Lieutenant   | 12. September 1983 |
|           | Captain            | 12. September 1985 |
|           | Major              | 1. Mai 1993        |
|           | Lieutenant Colonel | 1. Januar 1997     |
|           | Colonel            | 1. April 2001      |
|           | Brigadier General  | 2. August 2007     |

## Orden und Auszeichnungen
Michael Callan erhielt im Lauf seiner militärischen Laufbahn unter anderem folgende Auszeichnungen:
- Defense Superior Service Medal
- Legion of Merit
- Bronze Star Medal
- Defense Meritorious Service Medal
- Meritorious Service Medal
- Aerial Achievement Medal
- Air Force Achievement Medal
- National Defense Service Medal
- Armed Forces Expeditionary Medal
- Kosovo Campaign Medal
- NATO-Medaille